# رابرت چهارم (سابله)
رابرت چهارم (انگلیسی: Robert IV of Sablé؛ 1150 – ۲۳ سپتامبر ۱۱۹۳) لرد سابلی و یکی از فرماندهان ارشد شوالیه‌های معبد از سال ۱۱۹۱ تا ۱۱۹۲ در قبرس بود. وی در جریان جنگ صلیبی سوم، یکی از فرماندهان و دستیاران ریچارد یکم بود.

## زندگی شخصی
رابرت در یک خانواده محترم نظامی در آنژو به دنیا آمد و «یکی از واسال‌های برجسته پادشاه آنژوین» بود.قلمرو وی در قسمتی از سرزمین‌های رودخانه سرته قرار داشت که در دهه ۱۱۶۰ آن‌ها را به ارث برده‌است. او با کلمنس دو ماین ازدواج کرد (پیش از سال ۱۲۰۹ فوت کرد).جانشین او دخترش مارگوریت دو سابلی شد، اما از طریق ازدواج تمام املاکشان به ویلیام د روش، که یک شوالیه جنگ‌های صلیبی سوم بود رسید. رابرت در ۲۳ سپتامبر ۱۱۹۳ در سرزمین مقدس فوت کرد. اگر چه سوابق دقیقی از تاریخ تولدش وجود ندارد، اعتقاد بر این است که او در زمان مرگ در میانه زندگی اش قرار داشته.

## کارنامه نظامی

### جنگ داخلی آنژوین
در سال ۱۱۷۳، رابرت از هنری پادشاه جوان و وارث تاج و تخت پادشاهی انگلستان و دوک نرماندی، در شورش علیه پدرش هنری دوم حمایت کرد، در جریان شورش سال‌های ۱۱۷۳ - ۱۱۷۴، مشهور شد. این قیام درهم شکسته شد، اما اعتقاد بر این است که رابرت همچنان طرفدار پادشاهان آنژوین باقی مانده‌است، زیرا بعداً ریچارد یکم در انتصاب وی به عنوان استاد بزرگ نقش مهمی داشت. وی در سال ۱۱۹۰ برای جبران خسارت به خانه‌های راهبان فرانسوی کمک مالی کرد.

### جنگ صلیبی سوم
بنا بر ایتینراریوم رگیس ریکاردی، رابرت یکی از رهبران منتخب ناوگان صلیبی ریچارد یکم بود که در بهار ۱۱۹۰ از دارتموث حرکت کرد. ناوگان در نتیجه طوفان در دریای بیسکوی پراکنده شد و در زمان‌های مختلف به بندر لیسبون پرتغال رسید.
علی‌رغم اینکه دوران سابلی فقط یک دوره کوتاه تصدی بود، اما پر نبردهای موفقیت‌آمیز برای او بود. او پیش از انتخاب به عنوان استاد بزرگ، نیروی دریایی پادشاه ریچارد یکم را از انگلستان و نرماندی به مدیترانه هدایت کرد. به واسطه استراتژی ترکیبی ریچارد شیر دل، نیروهای او و شوالیه‌های تمپلار پیروزی‌های زیادی کسب کردند. در طی جنگ صلیبی سوم، آنها شهر آکر را محاصره کردند که به زودی سقوط کرد. در اوت ۱۱۹۱، آنها همچنین بسیاری از قلعه‌ها و شهرهای امتداد ساحل شام در مدیترانه شرقی را که قبلاً از دست رفته بودند، بازپس گرفتند. بزرگ‌ترین موفقیت ائتلاف جدید ر نبرد آرسوف در ۷ سپتامبر ۱۱۹۱ بود که به نظر می‌رسید نیروهای مسلمان صلاح الدین بسیار قدرتمند تر از مسیحیان هستند و مسیحیان به یک پیروزی قاطعانه احتیاج داشتند. آن‌ها با جمع‌آوری تمام قدرت‌های صلیبی‌ها، شوالیه هاسپیتالر به اضافه بسیاری از شوالیه‌های رابرت که بومی آنژو، ماین و بریتانی بودند، به صفوف پیوستند. آنها با سپاهیان صلاح الدین در دشت‌های خشک روبرو شدند و به زودی صفوف وی را شکستند. کسانی که برای جنگ ماندند کشته شدند و سپاهیان باقیمانده اسلامی مجبور به عقب‌نشینی شدند.

## بدست آوردن قبرس
در پایان سال ۱۱۹۱، ریچارد شیر دل موافقت کرد قبرس را به قیمت ۲۵۰۰۰ قطعه نقره به تمپلارها بفروشد. ریچارد چند ماه قبل این جزیره را از دست نیروهای بیزانس ایزاک کومننوس قبرس غارت کرده بود و هیچ کاربرد واقعی برای آن نداشت. بعداً هاسپیتالرها پایگاه‌های محکمی در جزایر رودس و مالت ایجاد کردند، اما رابرت نتوانست همان کار را با جزیره قبرس انجام دهد. او دو سال ارباب بود، تا اینکه جزیره را به گی دو لوزینیان، پادشاه اورشلیم داد (یا فروخت)، زیرا بدون پادشاهی بود.

## رهبری شوالیه‌های تمپلار
در زمان مرگ جرارد دو رایدفورت، رابرت حتی عضوی از گروه تمپلار نبود. با این حال، شوالیه‌های ارشد به‌طور فزاینده ای با جنگ استادان در خط مقدم مخالفت کرده بودند و دستگیری و گردن زدن استاد بزرگ جرارد دو ریدفورت به آخرین آن‌ها تبدیل شد. آنها انتخابات را به بیش از یک سال به تأخیر انداختند تا قوانین مربوط به خدمات فعال استادان بزرگ بررسی شود. در این وقفه، رابرت به گروه پیوست، درست در زمانی که برای انتخابات تعیین شده بود. وقتی وی را به عنوان استاد بزرگ معرفی کردند، کمتر از یک سال شوالیه تمپلار بود. وی در سال ۱۱۹۳ درگذشت.